# محمد عبد المجيد رضا
محمد عبد المجيد رضا (1 يوليو 1938) هو لاعب كرة قدم عراقي متقاعد كان يلعب في مركز الهجوم. مثّل العراق بين عامي 1962 و1965، ولعب ثلاث مباريات دولية وظهر في كأس الأمم العربية 1964.